# Far Cry
Far Cry est une série de jeux vidéo de tir à la première personne développée par Crytek en Allemagne et éditée par Ubisoft. Elle se compose de Far Cry (2004), Far Cry 2 (2008), Far Cry 3 (2012), Far Cry 4 (2014), Far Cry 5 (2018) et Far Cry 6 (2021). La série a engendré également des spin-off dont : Far Cry Instincts (2005), Far Cry Instincts Evolution (2006), Far Cry Vengeance (2006), Far Cry 3: Blood Dragon (2013), Far Cry Primal (2016) et Far Cry: New Dawn (2019).
Une compilation intitulée Far Cry : L'Expédition sauvage intègre Far Cry, Far Cry 2, Far Cry 3 et Far Cry 3: Blood Dragon. Sortie le 14 février 2014.
En 2008, un film allemand intitulé Far Cry a été réalisé sur la base du jeu.
La franchise des jeux Far Cry est connue pour mettre les joueurs dans des environnements exotiques en monde ouvert.
Une adaptation de la licence en série animée est prévue sur Netflix sous le nom de : Captain Laserhawk,  elle est basée sur le DLC de Far Cry 3 : Blood Dragon. 

## Liste des jeux
| Année de sortie | Titre                       | Consoles | Consoles | Consoles | Consoles | Consoles | Consoles | Consoles | Consoles    |        | PC  |
| Année de sortie | Titre                       | Xbox     | Wii      | PS3      | Xbox 360 | PS4      | Xbox One | PS5      | Xbox Series | Stadia | Win |
| Jeux principaux |                             |          |          |          |          |          |          |          |             |        |     |
| 2004            | Far Cry                     |          |          | Oui      | Oui      |          |          |          |             |        | Oui |
| 2008            | Far Cry 2                   |          |          | Oui      | Oui      |          |          |          |             |        | Oui |
| 2012            | Far Cry 3                   |          |          | Oui      | Oui      | Oui      | Oui      |          |             |        | Oui |
| 2014            | Far Cry 4                   |          |          | Oui      | Oui      | Oui      | Oui      |          |             |        | Oui |
| 2018            | Far Cry 5                   |          |          |          |          | Oui      | Oui      |          | Oui         | Oui    | Oui |
| 2021            | Far Cry 6                   |          |          |          |          | Oui      | Oui      | Oui      | Oui         | Oui    | Oui |
| Jeux spin-off   |                             |          |          |          |          |          |          |          |             |        |     |
| 2005            | Far Cry Instincts           | Oui      |          |          | Oui      |          |          |          |             |        |     |
| 2006            | Far Cry Instincts Evolution | Oui      |          |          |          |          |          |          |             |        |     |
| 2006            | Far Cry Vengeance           |          | Oui      |          |          |          |          |          |             |        |     |
| 2013            | Far Cry 3: Blood Dragon     |          |          | Oui      | Oui      |          |          |          |             |        | Oui |
| 2016            | Far Cry Primal              |          |          |          |          | Oui      | Oui      |          | Oui         |        | Oui |
| 2019            | Far Cry: New Dawn           |          |          |          |          | Oui      | Oui      | Oui      |             | Oui    | Oui |